# Kam, pánové, kam jdete?
Kam, pánové, kam jdete? je československý barevný film natočený režisérem Karlem Kachyňou v roce 1987 na námět Milana Ležáka ve Filmovém studiu Barrandov. V hlavní roli architekta procházejícího krizí středního věku se představí Karel Heřmánek.

Filmová alegorie reflektuje náladu v československé společnosti 80. let 20. století stižené tehdejší šedou realitou a bezútěšností.
V úvodu filmu (a pak ještě dále v ději) hraje na koncertě skladba Co s tím sklem hudební skupiny Tango, ve filmu se objeví i část videoklipu Karel nese asi čaj od Jiřího Korna.

## Děj
Architekt ve středních letech Jan Kolvara se potýká s krizí středního věku, odcizením od manželky a klade si otázku, jak naložit se životem, který jej nutí k mnoha kompromisům. Jeho nejbližší okolí ho považuje za dobráka a slušného člověka.
Společně s mladším kolegou Robertem dostal před časem od svého šéfa Vladimíra Crhy nabídku na projekt rehabilitačního sanatoria. Oba na tom tvrdě pracovali, ale postupně zjišťovali, že odvést kvalitní práci, navíc ve výsledku nepředraženou, je z mnoha důvodů nemožné. Crha ani nemá zájem je nechat projekt dokončit podle jejich představ a za jejich zády ho svěří své milence a podřízené Šárce Vaňkové, která jde na ruku dodavatelům a investorům.
Kolvara se neshodne ani doma s manželkou Madlou. Jednoho dne se rozhodne vzepřít a vydá se v nevhodném oblečení a obuvi na stokilometrový dálkový pochod, kterého se účastní i Robert s přítelkyní Eliškou a Crha se svou milenkou a Kolvarovou kolegyní Vaňkovou. Během pouti, která je metaforou jeho dosavadního života, se mu vynořují vzpomínky na rodinu, zaměstnání, dokončenou rekonstrukci vilky ke spokojenosti majitele i jeho invalidní paní. Na 85. kilometru mu docházejí síly. Srovnává své účty s Crhou, když si na něm vybije svou naštvanost. Během odpočinku v oné vilce, kde Kolvarova rekonstrukce napomohla k zotavení manželce majitele, která již ztrácela smysl života, Crha slíbí, že bude své architekty podporovat. Celá skupinka přítomných lidí se baví, když se Jan objeví v televizi, kde ho reportéři zachytili vysíleného během pochodu. Ten mezitím nepozorován odchází rozhodnutý dosáhnout svého cíle...

## Obsazení
| Karel Heřmánek       | architekt Jan Kolvara                          |
| Soňa Valentová       | Madla, Kolvarova žena (mluví Dana Syslová)     |
| Miroslava Pleštilová | kreslička Eliška Roubová                       |
| Zuzana Geislerová    | Šárka Vaňková, Kolvarova kolegyně              |
| Oldřich Vlach        | Vladimír Crha, Kolvarův nadřízený              |
| Antonín Procházka    | Robert, Kolvarův mladší kolega a přítel Elišky |
| Václav Babka         | stavební mistr Pešta                           |
| Alena Kreuzmannová   | Marie, Peštova invalidní žena                  |
| Ivan Vyskočil        | starý turista                                  |
| Dora Boková          | Janička, dcera Kolvarových                     |
| Michal Krb           | Honzík, syn Kolvarových                        |
| Blanka Lormanová     | zdravotní sestra                               |
| Adolf Kohuth         | zástupce investora Ing. Líbal                  |
| Petr Skarke          | zástupce dodavatele Ing. Bártek                |
| Ivan Řezáč           | reportér                                       |
| Ladislav Gerendáš    | číšník                                         |
| Karel Hábl           | lékař-kardiolog                                |
| Vladimír Salač       | lékař-kardiolog v televizi                     |
| Lena Birková         | uklízečka Švábová                              |
| Daniela Bakerová     | učitelka                                       |
| Jiří Patočka         | turista Krakonoš                               |
| Eliška Nejedlá       | turistka                                       |
| Šárka Štembergová    | starší žena na rockovém koncertě               |
| Miroslav Imrich      | zpěvák                                         |
| Zdeněk Juračka       | člen hudební skupiny                           |
| František Kotva      | člen hudební skupiny                           |
| Ota Baláž            | člen hudební skupiny                           |
| Slávka Hamouzová     | důchodkyně                                     |

## Zajímavosti
- Od své premiéry v srpnu 1988 až do června 1993, kdy byl vyřazen z distribuce, vidělo film v českých kinech v rámci 5 699 představení celkem 574 113 diváků.[2]